# Ibiono-Ibom
Ibiono-Ibom (en Yoruba Agbègbè Ìjọba Ìbílẹ̀ Ibiono-Ibom), est une ville et une zone de gouvernement local de l'État d'Akwa Ibom au Nigeria.

## Source
- (en) Cet article est partiellement ou en totalité issu de l’article de Wikipédia en anglais intitulé « Ibiono-Ibom » (voir la liste des auteurs).